# Vestur-Skaftafellssýsla

Vestur-Skaftafellssýsla

Die Vestur-Skaftafellssýsla ist ein Bezirk im Süden Islands.
Der Bezirk liegt an der Südküste zwischen dem westlichen Teil des Vatnajökull und dem Mýrdalsjökull. Er besteht aus den Gemeinden Skaftárhreppur und Mýrdalshreppur, die sich aus ursprünglich sieben Gemeinden gebildet haben. Vík und Kirkjubæjarklaustur sind die bedeutendsten Orte. Die Vestur-Skaftafellssýsla hat eine Fläche von 7701 km² und liegt im Wahlkreis Suðurkjördæmi.